# 1428

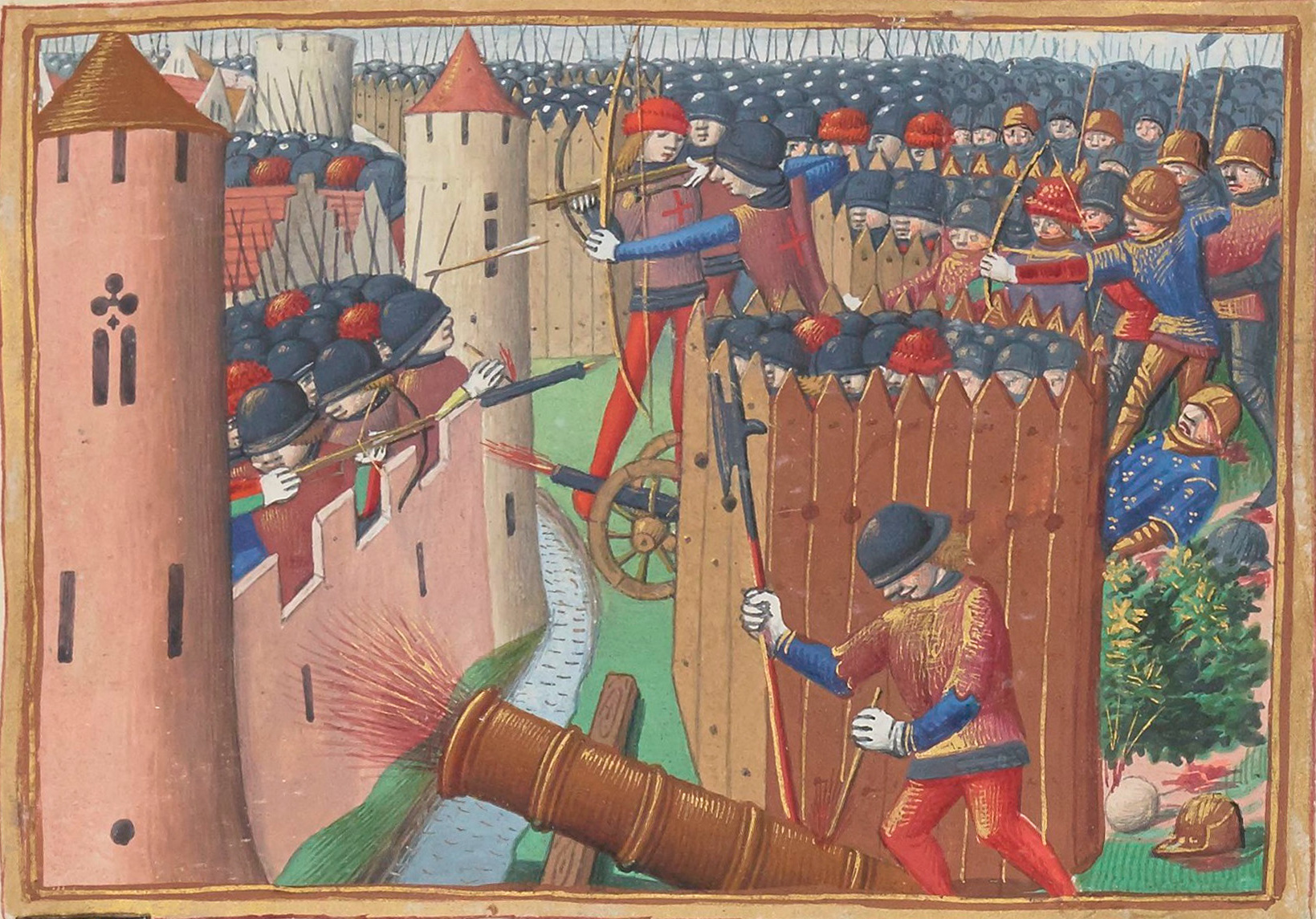
Beleg van Orléans

Het jaar 1428 is het 28e jaar in de 15e eeuw volgens de christelijke jaartelling.

## Gebeurtenissen
- mei-juni - Beleg van Gouda: Filips de Goede belegert Gouda, waar Jacoba van Beieren haar residentie houdt. Na een maand belegering geeft zij zich over.
- 3 juli - Zoen van Delft: Einde van de Hoekse en Kabeljauwse twisten. Jacoba van Beieren blijft in naam gravin van Holland, maar Filips de Goede krijgt als ruwaard het feitelijke gezag. Ook moet zij Filips als erfgenaam erkennen, en mag niet hertrouwen zonder zijn toestemming. De Raad van Holland wordt ingesteld.
- 12 oktober - Begin van het Beleg van Orléans. De Engelsen belegeren Orléans en sluiten het af van de buitenwereld.
- Azteekse Driebond: Alliantie tussen de stadstaten Tenochtitlan, Texcoco en Tlacopan, die de streek rond het Dal van Mexico voor de komende eeuw zal beheersen.
- Thái Tổ wordt keizer van Vietnam, begin van de latere Le-dynastie.
- De stoffelijke resten van John Wyclif worden in opdracht van paus Martinus V verbrand.
- Stadsbrand van Schiedam: Onder meer de Sint-Janskerk wordt vernield.
- Oprichting van de Leuvense Pedagogie Het Varken
- De Amstersdamse Singel wordt gegraven. (jaartal bij benadering)

## Opvolging
- Generalitat de Catalunya - Filips van Malla opgevolgd door Domènec Ram
- Foix en Béarn - Isabella opgevolgd door haar zoon Jan I
- Japan - Shoko opgevolgd door Go-Hanazono
- Lan Xang - Lan Kham Deng opgevolgd door zijn zoon Phommathat
- Morea - Theodoros II Palaiologos opgevolgd door Thomas Palaiologos
- Ravensberg - Willem van Berg-Ravensberg opgevolgd door zijn zoon Gerard
- Saksen - Frederik I opgevolgd door zijn zoons Frederik II, Sigismund, Hendrik en Willem III
- Baden-Sausenberg - Rudolf III opgevolgd door zijn zoon Willem

## Afbeeldingen

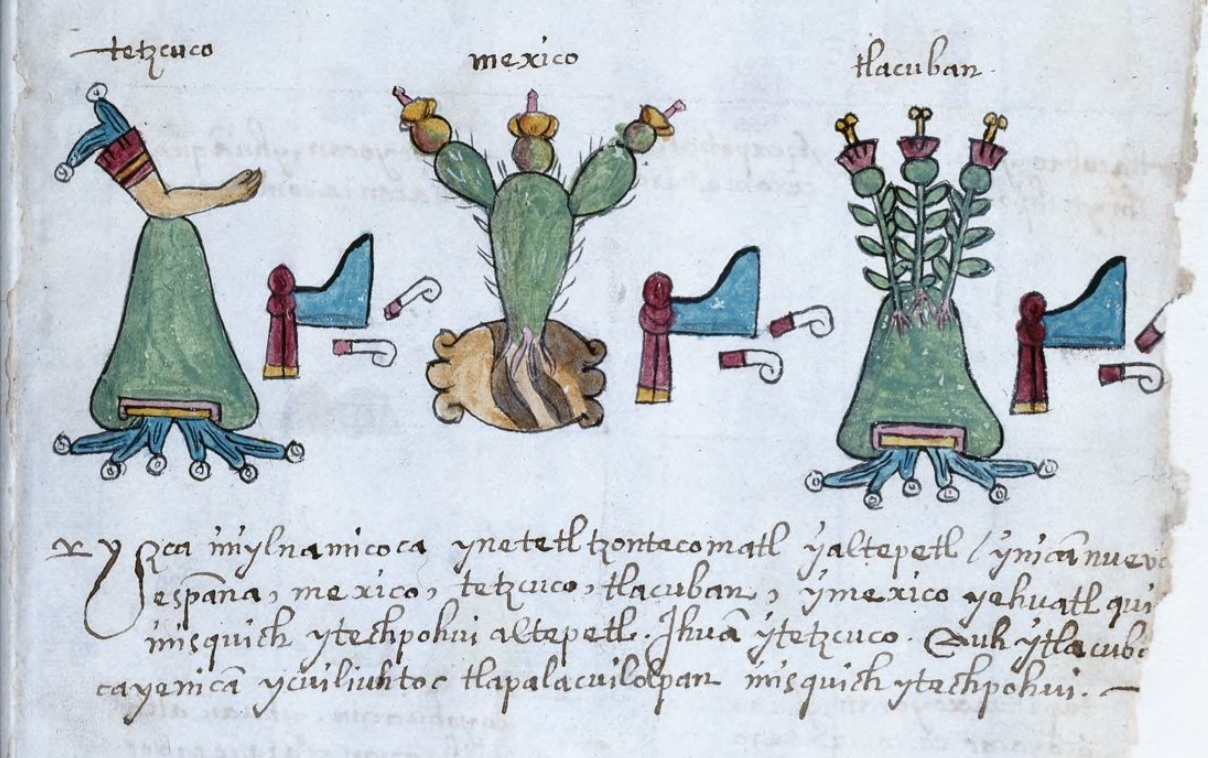
Azteekse Driebond

## Geboren
- 3 mei - Pedro González de Mendoza, Spaans kardinaal
- 21 september - Jingtai, keizer van China (1449-1457)
- 2 november - Yolande van Lotharingen, Frans edelvrouw
- 22 november - Richard Neville, Engels legeraanvoerder
- Catharina van Valois, echtgenote van Karel de Stoute
- Künga Päljor, Tibetaans geestelijk leider
- Maurits V van Delmenhorst, Duits edelman
- Nicolas Leonicemus, Italiaans arts
- Bernhard II van Baden, Duits edelman (jaartal bij benadering)
- Jan I Carondelet, Bourgondisch staatsman (jaartal bij benadering)

## Overleden
- 4 januari - Frederik I, markgraaf van Meißen (1381-1428) en keurvorst van Saksen (1423-1428)
- 8 februari - Rudolf III van Sausenberg (~84), Duits edelman
- 30 april - Dirc Potter, Nederlands schrijver en diplomaat
- 27 juni - Thomas Erpingham, Engels ridder
- 30 augustus - Shoko (27), keizer van Japan (1412-1428)
- 3 november - Thomas Montagu (40), Engels edelman en legeraanvoerder
- 6 november - Willem Fillastre de Oude (~80), Frans kardinaal en auteur
- 22 november - Willem van Berg-Ravensberg (~46), Duits edelman en bisschop
- 5 december - Filips IV van Wassenaer (~69), Hollands edelman
- 27 december - Jan van Münsterberg, Silezisch edelman
- Jan V van Arkel (~66), Hollands edelman
- Andrea di Bartolo, Italiaans schilder
- Isabella van Foix-Castelbon (~56), Frans edelvrouw
- Nicolaas II Hoen (~68), Limburgs edelman
- Lan Kham Deng (~41), koning van Lan Xang (1417-1428)
- Masaccio (~26), Italiaans schilder
- Maxtla, Tepaneeks heerser